# Kingsville (Ohio)
Kingsville è un'area non incorporata sita al centro dell'omonima  township nella contea di Ashtabula, stato dell'Ohio negli Stati Uniti d'America.
A Kingsville è deceduto, durante un viaggio, il naturalista e poeta John Burroughs.